# Bonikowo
Bonikowo – wieś w Polsce położona w województwie wielkopolskim, w powiecie kościańskim, w gminie Kościan. Bonikowo reprezentuje typ wsi-ulicówki.

## Położenie
Bonikowo jest położone w dolinie Obry, w pobliżu Kanału Kościańskiego i Kanału Mosińskiego. Przez wieś przebiega droga wojewódzka nr 308 oraz linia kolejowa z Kościana do Grodziska Wielkopolskiego (przystanek Bonikowo), użytkowana jedynie turystycznie.

## Historia

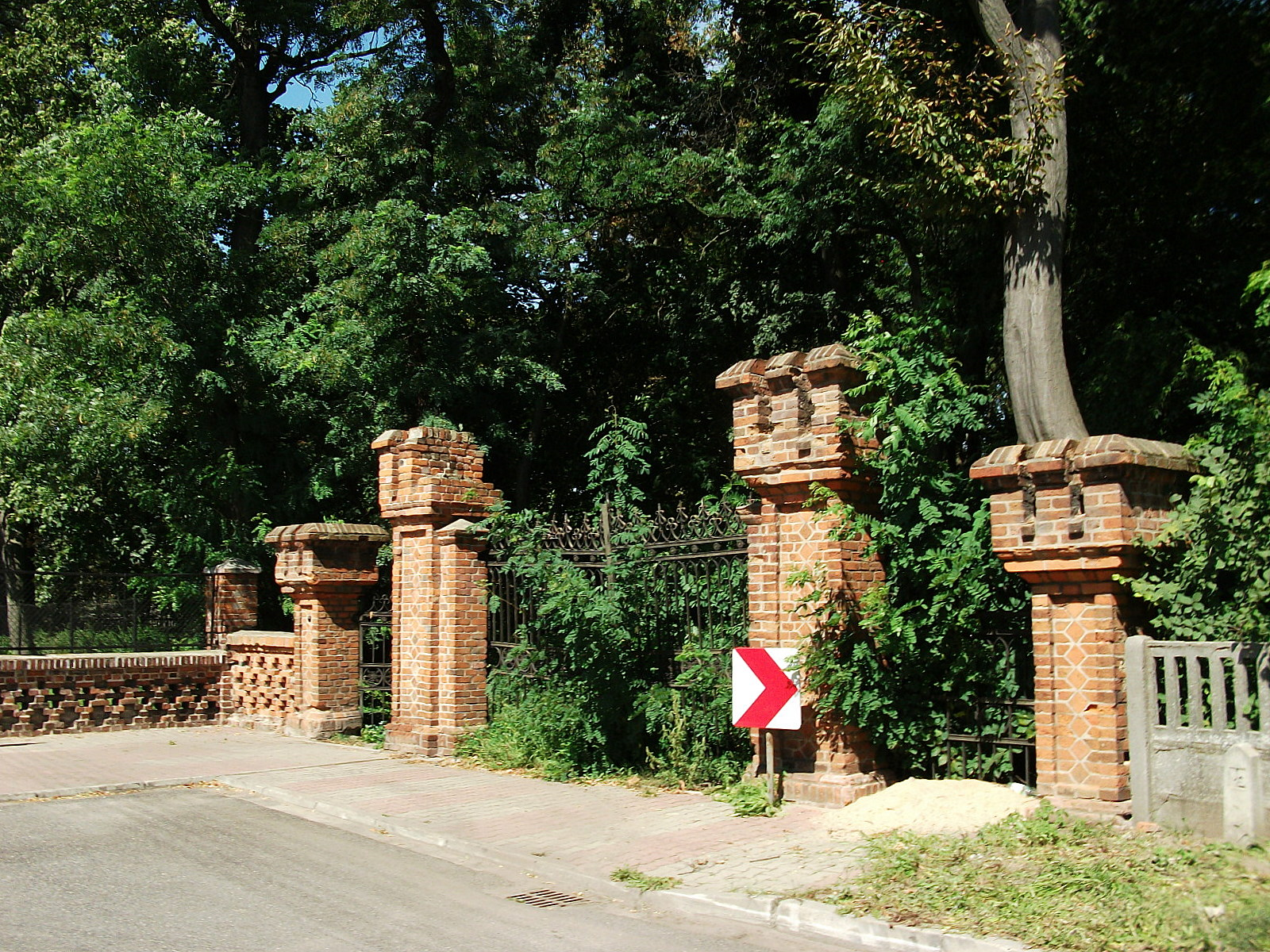
Brama wjazdowa do parku pałacowego

Miejscowość pierwotnie związana była z Wielkopolską. Ma metrykę średniowieczną i istnieje co najmniej od początku XIV wieku. Wymieniona pierwszy raz w łacińskim dokumencie z 1310 jako Bonikowo, 1400 Bonicowo, 1404 Banicowo, 1408 Bronicowo, 1440 Kunikowo, 1504 Bonykowo, 1507 Bonykow, 1510 Bronykowo, 1564/65 Bunikowo, 1571 Bunkowo.
Okolice miejscowości były jednak zasiedlone wcześniej niż odnotowały to najstarsze zachowane zapisy historyczne. Archeolodzy odkryli grodzisko wklęsłe z fosą rozdzieloną wałem, dwukrotnie rozszerzane z początku VI wieku funkcjonujące do wieku XI w., które leżało w dolinie Obry na piaszczystej kępie wśród łąk ok. 2 km na zachód od Bonikowa, oraz osady z VI-X w. na północ od tego grodziska.
Wieś początkowo była własnością mieszczan kościańskich, później szlachecką należącą do lokalnej szlachty wielkopolskiej, a ostatecznie stała się wsią królewską należącą do królów polskich. W 1530 leżała w powiecie poznańskim Korony Królestwa Polskiego. Od 1419 była siedzibą własnej parafii, a w 1510 leżała w dekanacie Kościan.
Dokument z 1310 transumowany w 1446 mówi o tym, że mieszczanin Konrad z Bonikowa był świadkiem w procesie w Kościanie. W 1400 odnotowano Wyszaka Gryżyńskiego z Bonikowa, który toczył proces w sprawie Dziersława z Sepna o zabójstwo kmiecia. Wyszak był właścicielem majętności we wsi Bonikowo. W 1400 zapowiedział przez woźnego sądu ziemskiego swoje dziedziny w tym m.in. w Bonikowie. W 1404 Staszek Mikuszewski z Mikoszek stawia przed sadem świadków przeciwko Michałowi kmieciowi z Bonikowa w sprawie o podział bydła. W 1426 ponownie odnotowano bonikowskich kmieci Przycha, Mikołaja, Hanczela i Łukasza, których oskarżono o wejście do lasu biskupiego.
W 1440 miejscowość odnotowano jako wieś królewską. W tym roku król polki Władysław III Warneńczyk zapisał Łukaszowi z Górki podczaszemu poznańskiemu oraz staroście kościańskiemu 1000 grzywien na mieście Kościan oraz wsiach Kurza Góra, Bonikowo, Nacław, Sierakowo i Czarnkowo. W 1504 wieś leżała w dobrach królewskich Bonikowo w tenucie kościańskiej.
Wieś odnotowano w historycznych rejestrach poborowych. W 1530 pobrano podatki z 14 łanów osiadłych oraz z karczmy. W 1563 pobór miał miejsce z 23 łanów, 0,5 kwarty, karczmy (druga karczma była opuszczona) oraz 5 komorników. W latach 1564–1565 w Bonikowie odnotowano 23 ślady osiadłe, z których płacono czynsz po 2 floreny 21 denarów. Z kolejnych 20 śladów płacono natomiast po jednej ćwiertni owsa oraz z 6 półśladów po 3 wiertele, jednej ćwiertni chmielu, po 4 kapłony oraz 30 jaj, owsa „leśnego” na św. Marcina oddawano 22 ćwiertnie. Chłopi mieli pracować wtedy, kiedy im kazano. We wsi było 5 zagrodników, którzy płacili czynsz po 9 groszy 9 denarów. Odnotowano także dwie karczmy. W 1580 miał miejsce pobór z 17 łanów oraz 3 komorników.
Wieś królewska starostwa kościańskiego, pod koniec XVI wieku leżała w powiecie kościańskim województwa poznańskiego w Rzeczypospolitej Obojga Narodów.
W wyniku II rozbioru Rzeczypospolitej w 1793, miejscowość przeszła w posiadanie Prus i jak cała Wielkopolska znalazła się w zaborze pruskim. W okresie Wielkiego Księstwa Poznańskiego (1815–1848) miejscowość wzmiankowana jako Bonikowo należała do wsi większych w ówczesnym powiecie kościańskim rejencji poznańskiej. Bonikowo należało do okręgu kościańskiego tego powiatu i stanowiło siedzibę majątku Bonikowo, który należał wówczas do Anzelma Chłapowskiego.
Pod koniec XIX wieku dominium składające się z Bonikowa, Starej Kurzej Góry, Gurostwa i folwarku Tamborowo należało do Stefana Chłapowskiego.
W latach 1954–1959 wieś należała i była siedzibą władz gromady Bonikowo, po jej zniesieniu w gromadzie Kiełczewo. W latach 1975–1998 miejscowość administracyjnie należała do województwa leszczyńskiego.

## Zabytki i atrakcje turystyczne
- szachulcowy kościół św. Mikołaja z 1785 roku z zabytkowym wyposażeniem, kryty gontem[4][11]
- zabytkowy krajobrazowy park pałacowy z poł. XIX wieku o powierzchni 8,3 ha[4][11]. W drzewostanie m.in. kasztanowce, dęby i białodrzew[5]
- spichlerz folwarczny z III ćw. XIX wieku[11]
- grodzisko pierścieniowate (na łąkach 2 km na zachód od Bonikowa), wzmocnione wałami, zamieszkałe według badań między IX a XI wiekiem[4].

Przez Bonikowo przebiega znakowany żółty szlak pieszy.

## Gospodarka
Na skraju wsi znajduje się m.in. wytwórnia mas bitumicznych oraz żwirownia.
Podziemny magazyn gazu „PMG Bonikowo” firmy PGNiG objętości 200 mln metrów sześciennych znajduje się w pobliżu Kokorzyna.

## Demografia
Według spisu urzędowego z 1837 roku Bonikowo liczyło 337 mieszkańców, którzy zamieszkiwali 28 dymów (domostw).
Pod koniec XIX wieku Bonikowo liczyło 15 domów i 119 mieszkańców.
Liczba mieszkańców miejscowości w poszczególnych latach:
| Rok  | Ilość mieszkańców |
| ---- | ----------------- |
| 1837 | 337               |
| 1998 | 435               |
| 2002 | 478               |
| 2009 | 477               |
| 2011 | 499               |
| 2021 | 517               |